# Pies grenlandzki

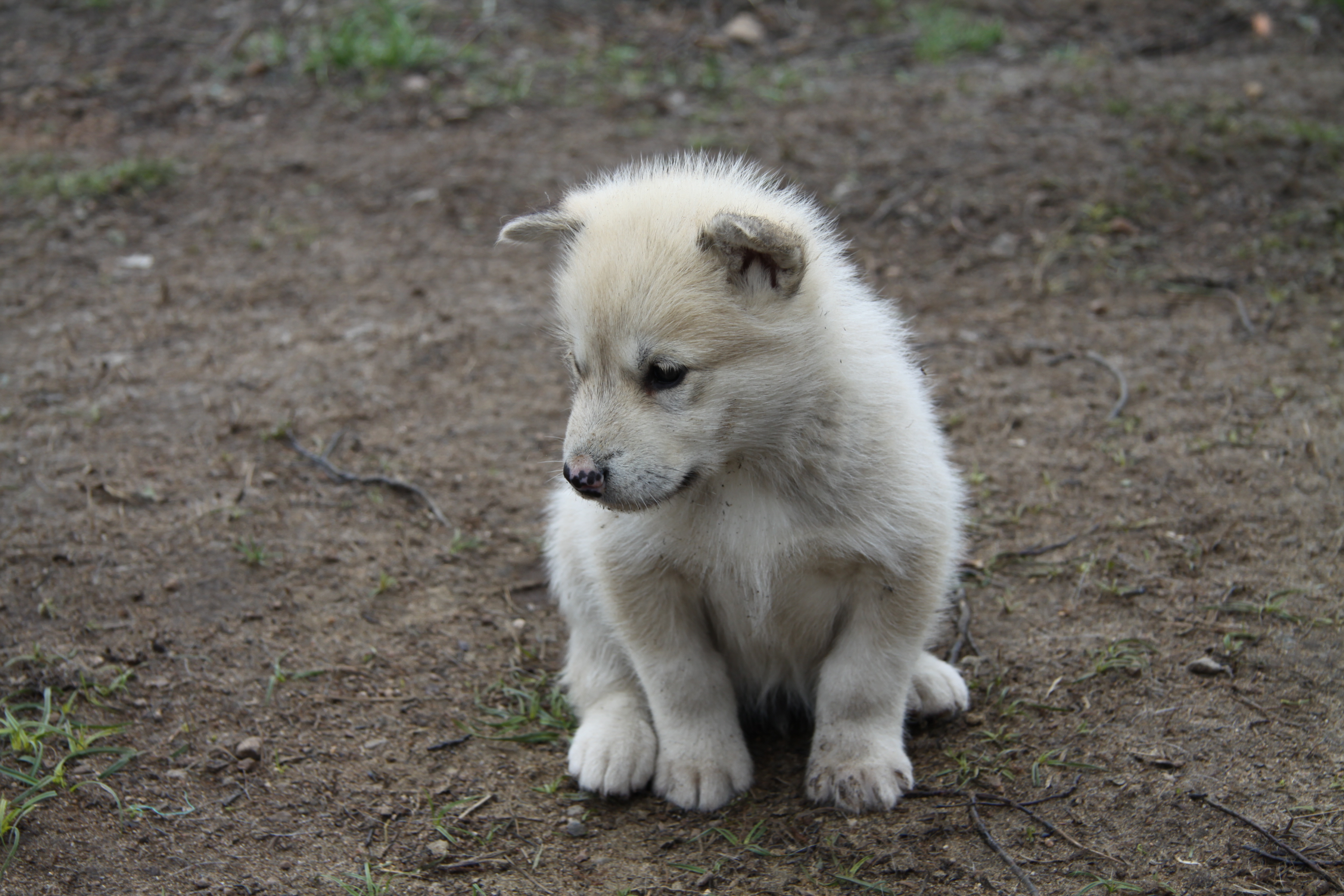
Młody pies grenlandzki

Pies grenlandzki – jedna z ras psów należąca do grupy szpiców i psów pierwotnych, zaklasyfikowana do sekcji północnych psów zaprzęgowych. Typ wilkowaty. Nie podlega próbom pracy.

## Rys historyczny
Pies grenlandzki od wieków był hodowany na Grenlandii przez Inuitów w celach pociągowych, ale także brał udział w polowaniach na niedźwiedzie i foki. Psy grenlandzkie wykorzystał podczas swej wyprawy na biegun południowy norweski podróżnik Roald Amundsen. Psy doskonale znosiły podróż i przyczyniły się do sukcesu Norwega, który dzięki nim jako pierwszy dotarł do bieguna południowego.

## Wygląd
- Mózgoczaszka: czaszka szeroka, lekko wysklepiona. Stop podkreślony, ale nie stromy.
- Nos: nos latem musi być czarny, zimą może być cielisty.
- Kufa: kufa silna, klinowata, szeroka u nasady, zwęża się w stronę nosa, lecz nie jest spiczasta.
- Grzbiet: grzbiet nosa od nasady do czubka prosty i szeroki. Fafle cienkie i napięte.
- Zęby/zgryz: zęby niezwykle silne, zgryz nożycowy.
- Oczy: preferowane ciemne, lecz mogą być dostosowane do barwy sierści; lekko ukośne, ani wyłupiaste, ani zbyt głęboko osadzone; swobodny i nieustraszony wyraz.
- Uszy: raczej małe, trójkątne, o zaokrąglonych czubkach; wyprężone prosto.
- Szyja: bardzo mocna i raczej krótka.
- Tułów (ogólnie): wysokość w kłębie jest nieco mniejsza od długości ciała; tułów bardzo mocny i dobrze umięśniony. Grzbiet prosty.
- Lędźwie: proste i szerokie.
- Zad: lekko opadający.
- Klatka piersiowa: bardzo obszerna.
- Brzuch: leży na jednej linii z klatką piersiową, nie jest podciągnięty.
- Ogon: gruby i raczej krótki; osadzony wysoko i noszony ciasno, zwinięty nad grzbietem.
- Kończyny: kończyny przednie widziane od przodu są całkowicie proste; silnie umięśnione; ciężka budowa kostna. Łokcie swobodnie poruszające się, lecz przylegające do tułowia. Kończyny tylne oglądane od tyłu są całkowicie proste; lekko kątowane, silnie umięśnione; budowa kostna ciężka. Staw skokowy szeroki i mocny.
- Stopy: raczej grube, mocne, zaokrąglone, z silnymi pazurami i odpornymi opuszkami.
- Włos: okrywa włosowa musi być podwójna: gęsty i miękki podszerstek oraz gęsty, gładki i szorstki włos okrywowy, bez kędziorów i fal. Włos na głowie i nogach raczej krótki, na tułowiu raczej długi; bogaty i długi na spodzie wyglądającego puszyście ogona.
- Umaszczenie: dozwolone wszelkiego rodzaju umaszczenia, tak jedno- jak i wielobarwne, z wyjątkiem albinizmu; albinosy są dyskwalifikowane.

## Zachowanie i charakter
Pies grenlandzki należy do wytrzymałych psów zaprzęgowych o silnym instynkcie łowieckim. Nie sprawdza się jako pies stróżujący. Jego wytrwałość i odporność na warunki klimatyczne oraz siła w połączeniu z bardzo niewielkimi wymaganiami uczyniły go pomocnikiem człowieka w surowym klimacie. W stosunku do ludzi jest wesoły i przyjacielski. Ma żywiołowe usposobienie. Jest wiernym psem, który potrzebuje wyraźnie określonej hierarchii w grupie.